# Essert-Pittet

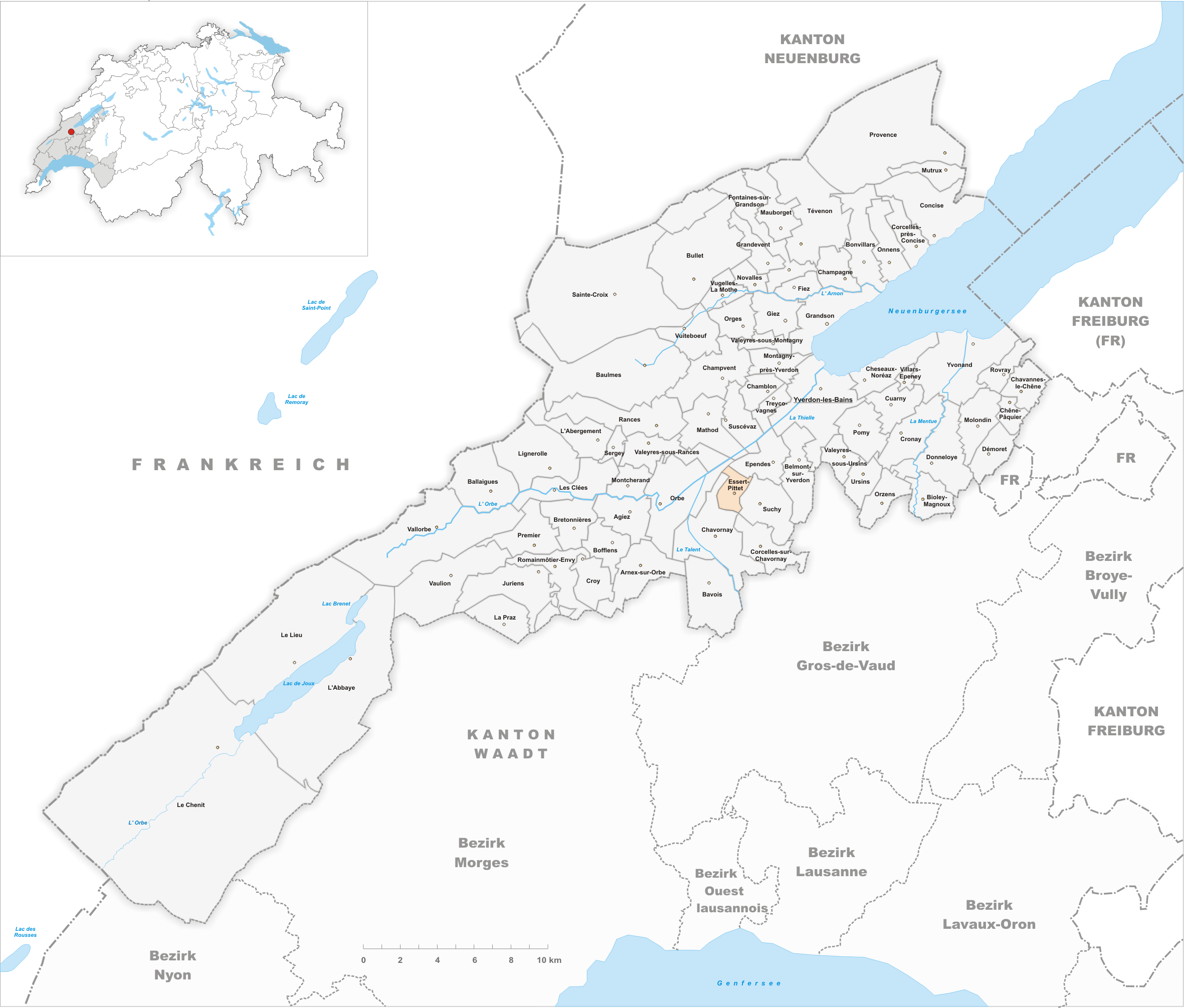
Gemeindestand vor der Fusion am 1. Januar 2017

Essert-Pittet war bis zum 31. Dezember 2016 eine politische Gemeinde im Distrikt Jura-Nord vaudois des Kantons Waadt in der Schweiz. Auf den 1. Januar 2017 fusionierte Essert-Pittet mit der Gemeinde Corcelles-sur-Chavornay zur neuen Gemeinde Chavornay.

## Geographie

Luftbild (1964)

Essert-Pittet liegt auf 450 m ü. M., sieben Kilometer südwestlich der Bezirkshauptstadt Yverdon-les-Bains (Luftlinie). Das Haufendorf erstreckt sich leicht erhöht am östlichen Rand der Orbeebene, am Fuss der nördlichen Ausläufer des Hochplateaus des Gros de Vaud, im Waadtländer Mittelland.
Die Fläche des 2,8 km² grossen Gemeindegebiets umfasst einen Abschnitt des nördlichen Waadtländer Mittellandes. Der Gemeindeboden erstreckt sich von der flachen Orbeebene (435 m ü. M.) ostwärts bis in den bewaldeten Hang der Côtes de Chalamont. Hier wird mit 569 m ü. M. der höchste Punkt von Essert-Pittet erreicht. Im Süden befindet sich der Geländevorsprung Crevel (490 m ü. M.), und die Südgrenze verläuft entlang des Baches Ruisseau des Combes. Im Westen bildet abschnittsweise der Canal Oriental (Teil des Entrerocheskanals) die Grenze. Von der Gemeindefläche entfielen 1997 10 % auf Siedlungen, 8 % auf Wald und Gehölze und 82 % auf Landwirtschaft.
Zu Essert-Pittet gehören einige Einzelhöfe. Nachbargemeinden von Essert-Pittet sind Orbe, Ependes, Suchy und Chavornay.

## Bevölkerung
Mit 164 Einwohnern (Stand 31. Dezember 2015) gehörte Essert-Pittet zu den kleinsten Gemeinden des Kantons Waadt. Von den Bewohnern sind 86,4 % französischsprachig, 4,8 % deutschsprachig und 3,2 % englischsprachig (Stand 2000). Die Bevölkerungszahl von Essert-Pittet belief sich 1850 auf 124 Einwohner, 1900 auf 123 Einwohner. Nachdem die Bevölkerung zwischenzeitlich auf 95 Einwohner (1980) abgenommen hatte, wurde seither wieder ein leichter Bevölkerungszuwachs registriert.

## Wirtschaft
Essert-Pittet war bis in die zweite Hälfte des 20. Jahrhunderts ein vorwiegend durch die Landwirtschaft geprägtes Dorf. Noch heute haben der Ackerbau (insbesondere Gemüseanbau) und der Obstbau eine wichtige Bedeutung in der Erwerbsstruktur der Bevölkerung. Früher gab es auch etwas Weinbau. Einige weitere Arbeitsplätze sind im lokalen Kleingewerbe und im Dienstleistungssektor vorhanden. In den letzten Jahrzehnten hat sich Essert-Pittet auch zu einer Wohngemeinde entwickelt. Zahlreiche Erwerbstätige sind deshalb Wegpendler, die vor allem in Yverdon arbeiten.

## Verkehr
Die Gemeinde ist verkehrstechnisch gut erschlossen. Sie liegt an der alten Hauptstrasse von Yverdon nach Chavornay. Der Autobahnanschluss Chavornay an der 1981 eröffneten A1 (Lausanne-Yverdon), die das Gemeindegebiet durchquert, ist rund 3 km vom Ortskern entfernt. Auf dem Gemeindegebiet befindet sich auch die Verzweigung Essert-Pittet, wo die A9 nach Orbe und Vallorbe von der A1 abzweigt. Am 7. Mai 1855 wurde der Abschnitt Yverdon-Bussigny-près-Lausanne der Eisenbahnlinie Yverdon-Lausanne mit einem Bahnhof in Essert-Pittet eröffnet.

## Geschichte
Das Gebiet von Essert-Pittet wurde in der Römerzeit von einer Strasse aus dem Gebiet Entreroches nach Yverdon gequert. Aus dieser Zeit wurden Münzen und Ziegel gefunden. Die erste urkundliche Erwähnung des Ortes erfolgte 1100 unter dem Namen Exertus, 1453 erschien die Bezeichnung Essers. Der Ortsname ist auf exsartum, das Partizip Perfekt des spätlateinischen Wortes exsarire (roden, urbar machen) zurückzuführen.
Essert-Pittet war zunächst Teil der Herrschaft Belmont, kam aber 1283 an die Herrschaft Echallens. Seit 1430 bildet es eine eigene kleine Herrschaft. Mit der Eroberung der Waadt durch Bern im Jahr 1536 gelangte das Dorf unter die Verwaltung der Vogtei Yverdon. Nach dem Zusammenbruch des Ancien Régime gehörte Essert-Pittet von 1798 bis 1803 während der Helvetik zum Kanton Léman, der anschliessend mit der Inkraftsetzung der Mediationsverfassung im Kanton Waadt aufging. 1798 wurde es dem Bezirk Yverdon zugeteilt.

## Sehenswürdigkeiten
Die Kirche von Essert-Pittet wurde 1746 neu erbaut. Im Dorf sind einige typische Bauernhäuser aus dem 18. und 19. Jahrhundert erhalten.